# هیولا (ترانه کانیه وست)
«هیولا» تک‌آهنگی از هنرمند اهل ایالات متحده آمریکا کانیه وست، جی-زی، ریک راس، نیکی میناژ است که در ۲۳ اکتبر ۲۰۱۰ منتشر شد.